# Artifact (film)
Artifact è un film del 2012 diretto da Jared Leto sotto lo pseudonimo di Bartholomew Cubbins, un personaggio ricorrente nel mondo dello scrittore noto come Dr. Seuss. Il film è un documentario sulla produzione dell'album This Is War e la battaglia legale dei Thirty Seconds to Mars con l'etichetta discografica EMI. Artifact presenta numerosi interviste a diverse personalità, tra i quali il neuroscienziato Daniel Levitin.
Artifact ha avuto la sua anteprima mondiale al Toronto International Film Festival del 2012, durante il quale ha ricevuto il premio del pubblico al miglior documentario.
Il film è stato pubblicato il 3 dicembre 2013.